# Бе сир Сеј
Бе сир Сеј (фр. Bey-sur-Seille) насеље је и општина у североисточној Француској у региону Лорена, у департману Мерт и Мозел која припада префектури Нанси.
По подацима из 2011. године у општини је живело 157 становника, а густина насељености је износила 28,39 становника/km². Општина се простире на површини од 5,53 km². Налази се на средњој надморској висини од 200 метара (максималној 243 m, а минималној 195 m).

## Демографија
| 1962. | 1968. | 1975. | 1982. | 1990. | 1999. | 2011. |
| ----- | ----- | ----- | ----- | ----- | ----- | ----- |
| 88    | 94    | 96    | 107   | 130   | 167   | 157   |

График промене броја становника у току последњих година